# Glyphipterix triplaca
Glyphipterix triplaca is een vlinder uit de familie van de parelmotten (Glyphipterigidae). De wetenschappelijke naam van de soort is voor het eerst geldig gepubliceerd door Turner.